# 시드니 킹스

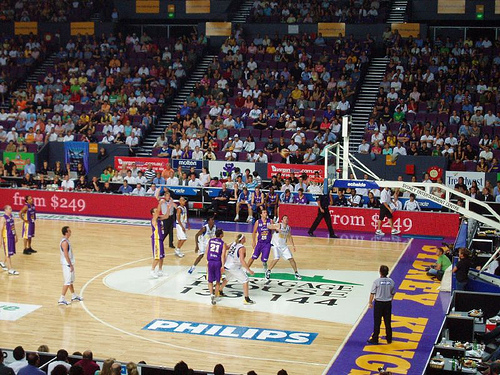

시드니 킹스(영어: Sydney Kings)는 뉴사우스웨일스주, 시드니를 연고지로 하는 NBL 소속 프로 농구 팀이다. 홈경기장은 시드니 슈퍼돔이다.

## 참조
1. ↑  시즌의 뒷 해로 표기. 2006-2007 시즌의 경우 2007로 표기.